# Constanze Krehl
Constanze Angela Krehl (ur. 14 października 1956 w Stuttgarcie) – niemiecka polityk i informatyczka, posłanka do Parlamentu Europejskiego IV, V, VI, VII, VIII i IX kadencji.

## Życiorys
W 1980 ukończyła studia informatyczne na Politechnice w Dreźnie. Pracowała przez kilka lat jako informatyk w różnych przedsiębiorstwach.
Wstąpiła do Socjaldemokratycznej Partii Niemiec. Od 1996 do 1999 była wiceprzewodniczącą, a następnie do 2004 przewodniczącą tego ugrupowania w Saksonii.
W 1990 została wybrana do Izby Ludowej Niemieckiej Republiki Demokratycznej. Po zjednoczeniu Niemiec w tym samym roku przez trzy miesiące sprawowała mandat posłanki do Bundestagu. Zrezygnowała z niego, obejmując na początku 1991 funkcję obserwatora w Parlamencie Europejskim. W 1994 uzyskała pełnoprawny mandat europosła, od tego czasu skutecznie ubiegała się o reelekcję w kolejnych wyborach europejskich (w 1999, 2004, 2009, 2014 i 2019). Zrezygnowała z mandatu w 2022 w trakcie IX kadencji Europarlamentu.